# 7月8日 (旧暦)
旧暦7月8日（きゅうれきしちがつようか）は、旧暦7月の8日目である。六曜は友引である。

## できごと
- 天正10年（ユリウス暦1582年7月27日） - 太閤検地。羽柴秀吉が近江で初めて検地を行う。
- 天正16年（グレゴリオ暦1588年8月29日） - 刀狩令で豊臣秀吉が全国の百姓の刀・鉄砲などを没収、海上賊船禁止令で水軍の海賊禁止。
- 寛永16年（グレゴリオ暦1639年8月6日） - 江戸城内の紅葉山に文庫を設ける。
- 天明3年（グレゴリオ暦1783年8月5日）- 浅間山の天明大噴火が発生。天明の大飢饉の一因となる。
- 安政5年（グレゴリオ暦1858年8月16日） - 江戸幕府が外国奉行を設置。
- 明治2年（グレゴリオ暦1869年8月15日） - 神祇官・太政官の2官と民部省・大蔵省・外務省・兵部省・刑部省・宮内省の6省を設置。
- 明治2年（グレゴリオ暦1869年8月15日） - 明治政府が蝦夷地に開拓使を設置。

## 誕生日
- 明治元年（グレゴリオ暦1868年8月25日） - 山田美妙、小説家・国語学者（+ 1910年）

## 忌日
- 安元2年（ユリウス暦1176年8月14日） - 平滋子（建春門院）、後白河上皇の女御（* 1142年）
- 天正18年（グレゴリオ暦1590年8月7日） - 壬生義雄、宇都宮氏の家臣（* 1552年）
- 寛政7年（グレゴリオ暦1795年8月22日） - 徳川重好、清水徳川家初代当主（* 1745年）